# Sha-Boom
Sha-Boom – norwesko-szwedzki rockowy zespół muzyczny.

## Historia
Początki zespołu sięgają prób nastoletniego wokalisty Daga Finna i jego zespołu Bangkok Sucks, któremu w nagraniu demo w 1982 roku pomagali m.in. Kee Marcello i Peo Thyrén. W 1987 roku Finn i Thyrén spotkali się ponownie i postanowili o założeniu nowego, międzynarodowego zespołu. Pierwotny skład stanowili Dag Finn, Thyrén, Hasse Lind, Bobby Andersen i John Sandh. W 1988 roku ukazał się debiutancki album zespołu pt. R.O.C.K.. Album zajął szóste miejsce na liście sprzedaży w Szwecji i sprzedał się w nakładzie 120 tysięcy egzemplarzy. Ponadto pochodzące z niego piosenki były notowane na szwedzkiej liście przebojów: tytułowy utwór zajął trzecią pozycję, a „Don’t Steal My Heart Away” – szesnastą (również dziewiątą w Norwegii). W 1989 roku ukazała się płyta z remiksami pt. Dancing In Fire – The Remix Album, a rok później kolejny album studyjny – Let’s Party, przy tworzeniu którego pomagał Per Gessle. Album ten zajął 31. miejsce na szwedzkiej liście sprzedaży. Po intensywnej trasie koncertowej w 1990 roku zespół został rozwiązany. W 2002 roku ukazała się notowana w Szwecji (22. pozycja) kompilacja Fiiire – The Best of Sha-boom. Wówczas to Dag Finn reaktywował zespół, który następnie udzielał koncertów. Finn był jedynym członkiem oryginalnej grupy, a w koncertowaniu pomagali mu m.in. Ian Haugland i Mic Michaeli. W 2005 roku ukazał się album pt. The Race Is On.

## Dyskografia
- R.O.C.K. (1988)
- Dancing In Fire – The Remix Album (1989, remix album)
- Let’s Party (1990)
- Fiiire – The Best of Sha-boom (2002, kompilacja)
- The Race Is On (2005)